# 극락조자리 베타

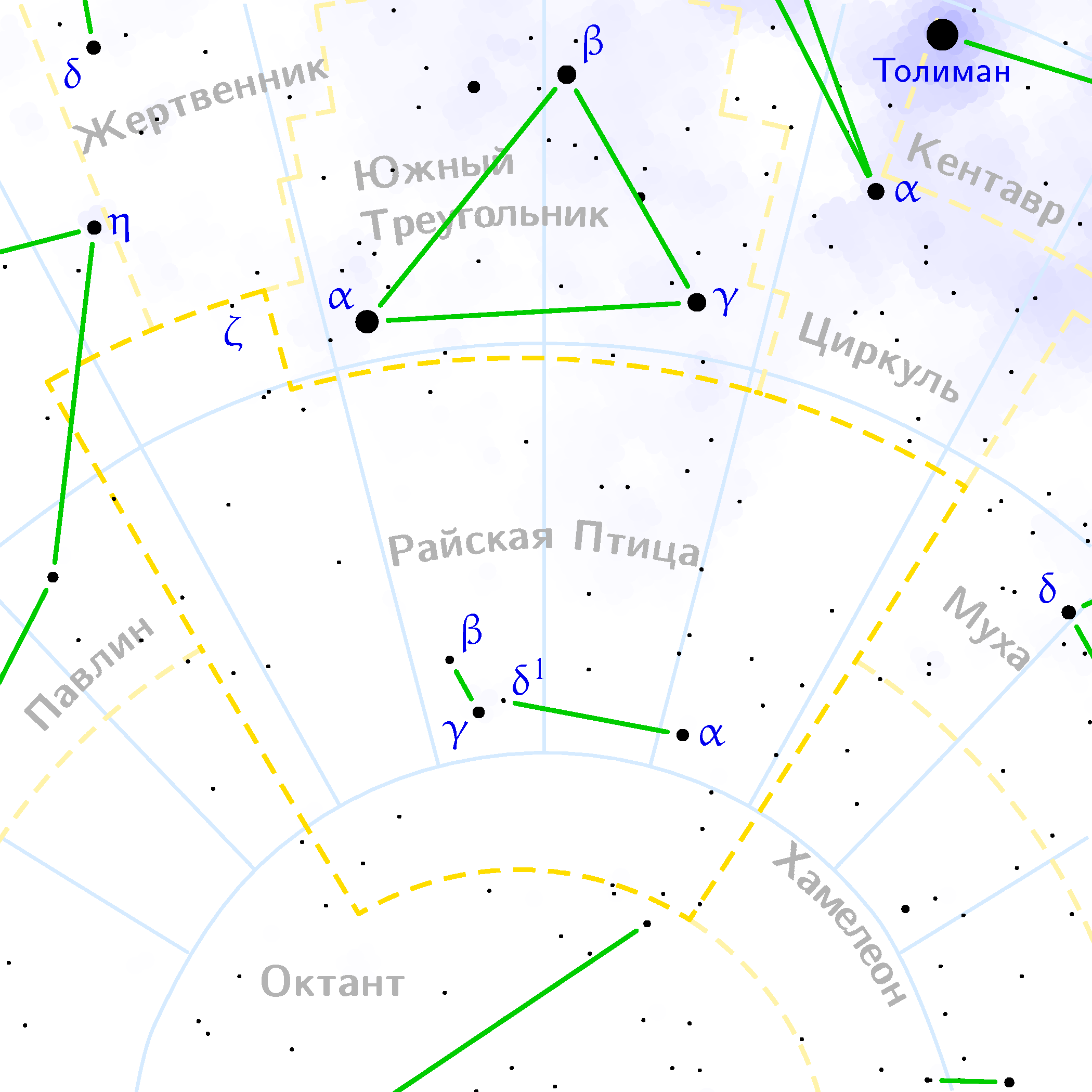

극락조자리 베타(β Aps)는 극락조자리 방향으로 지구로부터 약 158 광년 떨어져 있는 항성이다. 이 별의 겉보기 등급은 +4.24로 밤하늘에서 맨눈으로 볼 수 있다.
베타별의 스펙트럼은 K0 III로 항성진화 모형에 따르면 거성 단계이며 중심핵에 있던 수소를 모두 태운 상태이다. 베타별의 각지름은 2.09 ± 0.11 밀리초각이다. 이 별까지의 거리를 놓고 볼 때 각지름으로부터 나온 실제 반지름은 태양의 약 11배이다. 베타별의 확장된 외곽 대기 온도는 약 4,900 켈빈이다. 이 정도 온도에서 사람의 눈에 베타는 오렌지색으로 빛나는 것으로 보인다.

## 이름
극락조자리는 남반구의 별자리로 동아시아 별자리에는 예전에 없던 존재였다. 중국어로 이 별자리를 ‘이작’(異雀, Yì Què)으로 해석했는데 이는 ‘이국적인 새’라는 의미이다. 이 이작에 속한 별들로 극락조자리 베타, 제타, 요타, 감마, 팔분의자리 델타, 델타1, 에타, 알파, 엡실론이 있다. 베타별 자체를 부르는 명칭은 ‘이작삼’(異雀三, Yì Què sān)으로 ‘이작의 세 번째 별’이라는 뜻이다.